# Rafael Fragoso
Rafael Fragoso Pires (1957-8 – Rio de Janeiro, 17 de maio de 2020), mais conhecido como Fafa, foi um empresário e desportista brasileiro. Exercia atividade profissional de hipismo, ganhou diversas vezes torneios internacionais e foi campeão brasileiro.

## Biografia
Rafael Fragoso Pires é filho do ex-magnata José Fragoso Pires, cujo império naufragou em dívidas nos anos 1990. A família era dona da falida Frota Oceânica e Amazônica e do extinto Banco Vega.
Rafael gostava de cavalos e hipismo, tendo sido, por mais de uma vez, campeão brasileiro, e representado oficialmente o Brasil em competições internacionais.
Em 2015, fechou sua loja de acessórios e calçados Fragoso em Ipanema, zona sul do Rio, que tinha juntamente com os sócios Felipe Gomes e Bernardo Gomes.
Em março de 2020, foi diagnosticado com COVID-19, após participar de uma festa de noivado de sua filha no dia 7 do mesmo mês. Segundo a revista Época, entre os convidados havia pessoas que voltaram da Itália, Estados Unidos e Bélgica.
Em maio de 2020, morreu de COVID-19, aos 62 anos, após ficar internado por dois meses, no Instituto Estadual do Cérebro (IEC) de Paulo Niemeyer. Rafael estava em tratamento de leucemia antes de contrair o novo coronavírus. Deixou a mulher, a arquiteta e decoradora Márcia Müller, e uma filha, fruto do relacionamento com Bettina Haegler. A primogênita se preparava para subir ao altar com Pedro Orleans e Bragança, filho do príncipe Alberto de Orleans e Bragança, a confraternização de noivado resultou em 37 pessoas com sintomas relacionados ao coronavírus, incluindo Rafael Fragoso.